# Танагра діадемова
Тана́гра діадемова (Stephanophorus diadematus) — вид горобцеподібних птахів родини саякових (Thraupidae). Мешкає в Південній Америці. Це єдиний представник монотипового роду Діадемова танагра (Stephanophorus).

## Опис

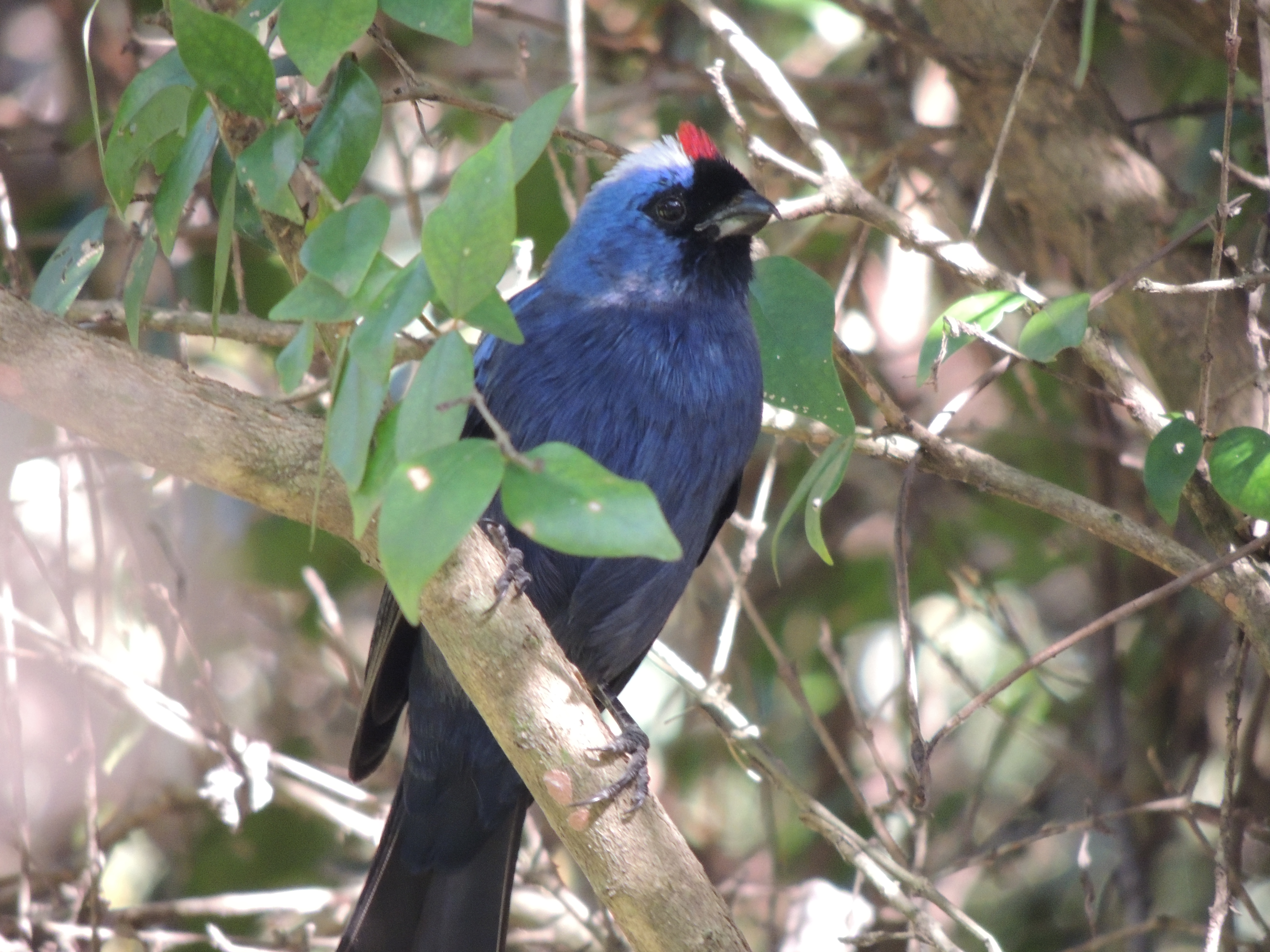
Діадемова танагра

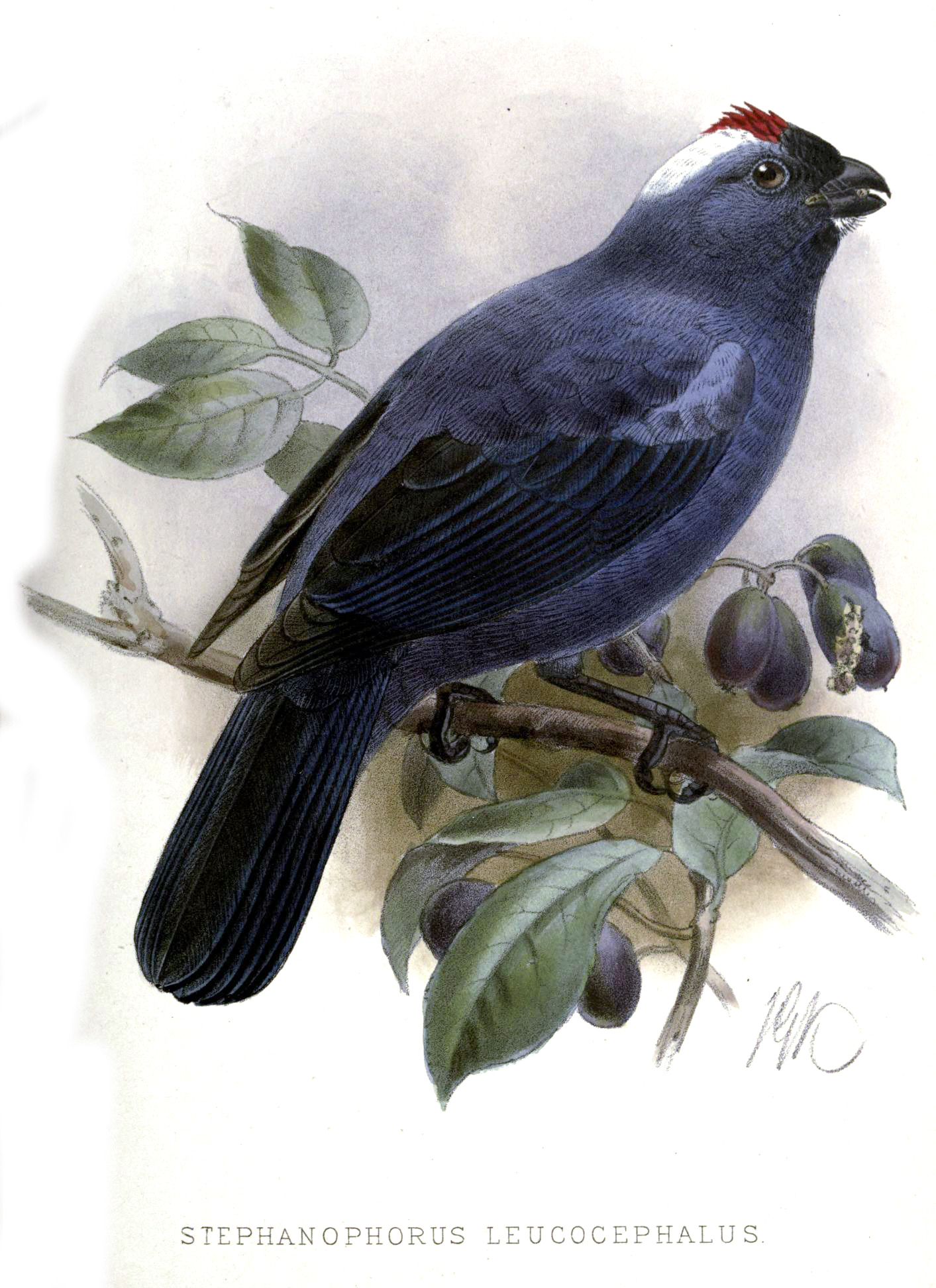
Діадемова танагра

Довжина птаха становить 19 см, вага 40 г. Забарвлення переважно яскраво-синє, обличчя чорне, тім'я біле, на тімені невеликий червоний чуб. Крила і хвіст чорнуваті з синіми краями. Очі карі, лапи сіруваті. Дзьоб невеликий, товстий, чорний. Молоді птахи мають тьмяніше забарвлення, пляма на голові у них менша або відсутня.

## Поширення і екологія
Діадемові танагри мешкають на південному сході і півдні Бразилії (на південь від Еспіріту-Санту і Мінас-Жерайсу), на сході Парагваю, на північному сході і сході Аргентини (на південь до північно-східного Буенос-Айреса) та в Уругваї. Вони живуть у вологих рівнинних і гірських атлантачних лісах та на узліссях, зокрема в лісах бразильських араукарій, а також в чагарникових заростях, пампі, парках і садах. Зустрічаються поодинці, парами або невеликими зграйками, на висоті до 2100 м над рівнем моря. Іноді приєднуються до змішаних зграй птахів. Живляться переважно плодами, а також комахами і насінням. Гніздування відбувається наприкінці південної весни. Гніздо куполоподібне, зроблене з рослинних волонок, встелене листям або корінцями, розміщується на дереві. на висоті від 2 до 5 м над землею. В кладці 4 зеленуватих яйця, поцяткованих бурими і сірими плямками, розміром 24×17 мм.